# Биоцентризам
Биоцентризам (грч. βίος, „живот” ; и κέντρον, „центар”) је у еколошком и политичком смислу, етничко гледиште које шири својствену вредност свим живим бићима. Бионцентризам доприноси схватању како Земља функционише према биолошкој разноврсности. Биоцентризам је супротан антропоцентризму, који се односи на вредност људи.

## Дефиниција
Бионцентризам обухвата цео спектар етничке околине који проширује морлани статус бића на целу животну околину. Биоцентризам позива на оцењивање односа човека са природом.
Биоцентизам је подељен на четири главна стуба:
- Људи и све остале врсте чланови су земаљске заједнице.
- Све врсте су део међуовисности (било која негативна акција која утиче на неку врсту утицаће и на другу).
- Сви живи организми спроводе своје „добро” и на свој начин.
- Људска бића нису супериорна другим живим бићима.[5]

## Однос са животињама и природом
Биоцентизам поједине врсте гледа као део биосфере. Он уочава последице смањења биолошке разликости које могу бити сврстане на мали или велики ниво. Етичке тачке биоценизма се подстичу помоћу биосфере у којој живимо и која зависи од разликости нашег здравља.